# Fernand Sanz
Fernando "Fernand" Sanz y Martinez de Arizala (28. februar 1881 i Madrid - 8. januar 1925) var en fransk cykelrytter som deltog i OL 1900 i Paris.
Sanz vandt en sølvmedalje i cykling under OL 1900 i Paris. Han kom på en andenplads i disciplinen sprint.